# Eupleura muriciformis
Eupleura muriciformis är en snäckart som först beskrevs av William John Broderip 1833.  Eupleura muriciformis ingår i släktet Eupleura och familjen purpursnäckor. Inga underarter finns listade i Catalogue of Life.